# トレイルカメラ
トレイルカメラ（英語：Trail Camera）は、遠隔操作により撮影するカメラのことである。トレールカメラ・トレィルカメラ・リモートカメラなどの名称がある。

## 概要
動物の観察などで使用するため、無人でなおかつ屋外に設置されるよう設計されており、頑丈で耐候性があり防水仕様のため全天候で使用できる。付属されているストラップで木や石などに、固定して使用する。
獣道や餌場などに設置して通る動物たちを自動で撮影し、日時・時間帯・温度などの記録が同時に画像データ上に記録されるので、狩猟・生態観察・などに頻繁に使われている。近年では、一部防犯や監視での目的での流用がされている。本来の目的はあくまで自然の生態の観測である。
初期の製品は、画像の撮影機能はなく、赤外線センサで動物の頭数や通過した時間帯などを記録するような機能のみであった。この機能の範囲では、対象動物の大きさや種類がわからない欠点があった。
近年はより機能や装備が進化して、現在では暗視カメラや動画の撮影や記録できる機能などが充実し、SDカードやフラッシュメモリでデータの保存や管理がPCを通して容易にできるようになった。より広範囲の動物を撮影するためにスピーカーで動物の鳴き声を発生させるスピーカー付属のトレイルカメラもあり。また、本体に付属されているレーザーなどで撮影する位置を確認する機能のものまで様々である。単4アルカリ電池や単1アルカリなどの電池を使用する製品が比較的多い。太陽光発電パネルを取り付けて半年程度電池交換を不要とするような製品もあり。
主なマーケットは、アメリカやヨーロッパなどである。
欧米では、すでに大学や学者による生体や頭数の把握などの研究目的で使用されている。日本でも一部の大学などで研究用途でも使用されている。

## メーカー・ブランド

### 日本国外
- Bushnell
- Browning
- Cuddeback
- Leaf River
- Moultrie
- Predator
- Reconyx
- Stealth
- Tasco
- Trail-Pod
- Wildview

### 日本国内
- ブッシュネル・アウトドア・プロダクツ・ジャパン
- 阪神交易